# Miguel Pereira
Miguel Pereira est une municipalité brésilienne de l'État de Rio de Janeiro et la microrégion de Vassouras.